# Needhamella
Needhamella is een geslacht van haften (Ephemeroptera) uit de familie Leptophlebiidae.

## Soorten
Het geslacht Needhamella omvat de volgende soorten:
- Needhamella ehrhardti
- Needhamella mazama